# Rio Juba (Mato Grosso)
Cachoeira do Juba
O rio Juba é um curso d'água do estado do Mato Grosso, no Centro-Oeste do Brasil. Faz parte da bacia hidrográfica do Rio Sepotuba, sendo também o de maior extensão, com 128,78 km .

## Curso d'água
Ao longo de seus 128,78 km de extensão, o rio Juba possui um complexo de centrais hidrelétricas, sendo 2 usinas hidrelétricas e 2 pequenas centrais hidrelétricas . Possui também quedas d'água ao longo de seu curso, sendo a Cachoeira do Juba uma das principais, cujo esta marca a divisão de municípios de Tangará da Serra e Barra do Bugres .